# Podgrabie Wisła
Podgrabie Wisła – nieczynny przystanek kolejowy w Niepołomicach, w powiecie wielickim, w województwie małopolskim. Przystanek znajduje się w pobliżu Wisły, w miejscu, w którym przebiega nią granica Niepołomic z Krakowem.